# Brookesia stumpffi
Brookesia stumpffi (лат.) — вид хамелеонов из рода брукезии, эндемик Мадагаскара.

## Ареал и местообитание
Встречается только на северо-западе Мадагаскара и близлежащих островах Нуси-Бе, Носи-Комба и Носи-Сакатиа. Обитает в первобытных лесах, но может адаптироваться к сухим и вторичным лесным массивам.